# Samisk litteratur

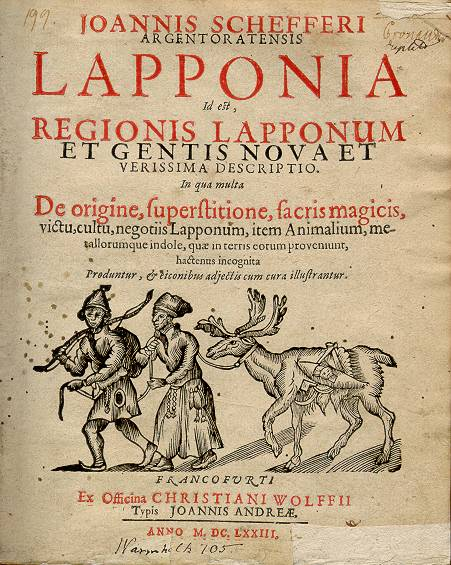
Johannes Schefferus Lapponia, med de två dikter på samiska av Olaus Sirma, som de första tryckta samiska poemen i historien och de särdeles mest spridda i världen

Samisk litteratur uppkom på 1600-talet, men före 1900-talet finns endast enstaka nedteckningar av samisk hand. 

## 1600-talet
År 1619 grundades den första samiska skolan i Sverige och samma år trycktes den första boken på samiska, ABC Book för Lapesko Tungomål av Nicolaus Andreæ. 
Samiska författare finns sedan 1670-talet. Från 1672 studerade Olaus Sirma till präst på Uppsala universitet. Han tecknade ned två ömsinta jojkar, vilka togs in på samiska och latin i Johannes Schefferus bok Lapponia, tryckt i Frankfurt am Main 1673 och inom kort tid översatt till engelska, tyska, franska och holländska. Dessa två "giljaredikter", den ena med vintermotiv och den andra från sommaren, fick mycket stor internationell spridning och popularitet, särskilt i England, och kom så småningom från utlandet tillbaka till Sverige. 
| ”                                         | Kulnasatj, min lilla vaja! Det är tid för oss att fara, ge oss av åt nordanskogen, skynda över stora myrar, färdas till de fagras hem. Håll mig ej länge, Kajgavare, far nu väl, du Kälvejaure! Mycket rinner mig i hågen, när jag far på Kajgas vik. | „ |
| – Vinterjojk, tolkad av Olaus Sirma, 1672 | |   |

Nicolaus Lundius påbörjade studier i Uppsala två år efter Olof Sirma och presenterade då sin text Descriptio Lapponiæ, som Johannes Schefferus använde som grund för tilläggsanteckningar till Lapponia.

## 1700- och 1800-talen
Under 1700- och 1800-talen domineras den samiska utgivningen av religiösa böcker. Sålunda utgav till exempel under 1800-talet kyrkoherdarna i Utsjoki, Jakob Fellman och Anders Andelin, uppbyggningslitteratur av varierande slag på samiska. Jakob Fellman skrev själv på kemisamiska. Småningom utkristalliserades det nordsamiska skriftspråket, som kom att användas både i Finland, Sverige och Norge. Den ortografiska förvirringen varade dock länge. Först 1978 överens om en samnordisk nordsamisk ortografi, som idag används i samisk förvaltning, skolundervisning, dagspress och skönlitteratur över statsgränserna. 
Anders Fjellner samlade på 1840-talet in samisk folkpoesi i syfte att skapa ett episkt verk liknande det på 1830-talet publicerade Kalevala, ett verk som hade betydelse för att skapa en finsk nationell strömning. Hans arbete slutfördes inte, men han epos Päiven pardne ("Solens söner") publicerades 1849 och påverkade möjligen samernas bild av sig som "solens söner" i enlighet med dess skapelseberättelse. Nils-Aslak Valkeapää, "Áilluhas", har senare spunnit vidare på denna myt i Solen, min far (Beaivi, Áhčážan).

## Litteratur under 1900-talet

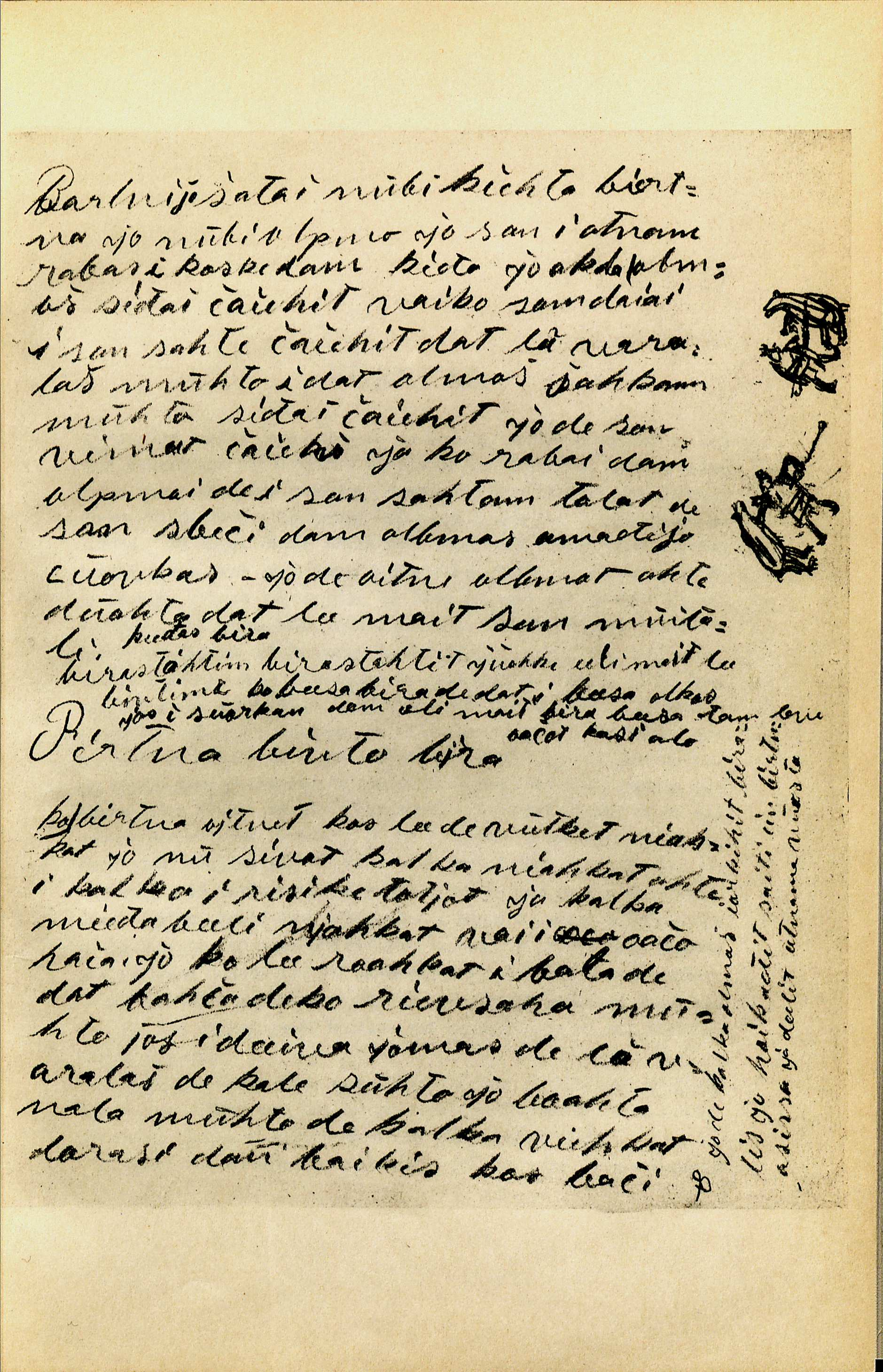
Johan Turis manus 1910